# زمان لیاپانوف
زمان لیاپانوف (انگلیسی: Lyapunov time) یک بازهٔ زمانی مشخص است که طی آن، یک سامانه پویا دچار آشوب می‌شود. این واحد نمایه نام خود را از ریاضی‌دان روس الکساندر لیاپانوف می‌گیرد و مفهومی معکوس و متضاد با نمای لیاپانوف است.
زمان لیاپانوف بازتابی از حدود پیش‌بینی‌پذیری یک سامانه است.

## مثال‌ها
برخی مقادیر رایج عبارتند از:
| سامانه                                                              | زمان لیاپانوف     |
| ------------------------------------------------------------------- | ----------------- |
| منظومه شمسی                                                         | ۵ میلیون سال      |
| مدار پلوتون                                                         | ۲۰ میلیون سال     |
| انحراف محوری مریخ                                                   | ۵–۱ میلیون سال    |
| مدار سیارک ۳۶                                                       | ۴٬۰۰۰ سال         |
| چرخش هایپریون                                                       | ۳۶ روز            |
| نوسان‌های بدون نظم شیمیایی                                           | ۵٫۴ دقیقه         |
| نوسان‌های بدون نظم هیدرودینامیک                                      | ۲ ثانیه           |
| ۱ سانتی‌متر مکعب از آرگون در دمای اتاق                               | ۱۰−۱۱ × ۳٫۷ ثانیه |
| ۱ سانتی‌متر مکعب از آرگون در نقطه سه‌گانه (۸۴ کلوین و ۶۹ کیلو پاسکال) | ۱۰−۱۶ × ۳٫۷ ثانیه |